# ГЕС Gove
ГЕС Gove — гідроелектростанція в центральній частині Анголи, у 70 км на південь від другого за величиною міста країни Уамбо. Знаходячись перед ГЕС Матала, становить верхній ступінь каскаду на річці Кунене, яка тече у мерідиональному напрямку на південь перш ніж на кордоні з Намібією (в районі ГЕС Руакана) повернути на захід до Атлантичного океану.
Будівництво греблі почали у 1969 році, коли Ангола ще перебувала під португальським колоніальним управлінням. Її призначенням було накопичення води для роботи запланованого нижче по течії Кунене каскаду та виробництво електроенергії. Спорудження греблі в цілому завершилось у 1973-му, проте подальшому розвитку гідровузла завадила громадянська війна, що спалахнула після здобуття Анголою незалежності. В 1983-му роботи відновили, проте вже за три роки через посилення бойових дій в регіоні вони призупинились. А в 1990-му підрив вибухівки, закладеної бійцями організації УНІТА, серйозно пошкодив споруду. Новий етап робіт розпочався лише у 2008 році та нарешті завершився введенням ГЕС в експлуатацію у 2012-му.
В межах проекту річку перекрили земляною греблею із кам'яно-накидною основою висотою 58 метрів та довжиною 1234 метри, яка потребувала 4 млн м3 матеріалу. Вона утворила велике водосховище з площею поверхні 178 км2 та об'ємом 2574 млн м3.
Пригреблевий машинний зал обладнали трьома турбінами типу Френсіс потужністю по 20,6 МВт, які повинні забезпечувати виробництво 223 млн кВт-год електроенергії на рік.